# Leon Czolgosz
Leon Frank Czolgosz, né le 5 mai 1873 à Alpena dans le Michigan et mort le 29 octobre 1901 à la prison d'Auburn dans l'État de New York, est un anarchiste américain d'origine polonaise, assassin du président des États-Unis William McKinley, le 6 septembre 1901. 

## Biographie
Pendant l'exposition pan-américaine de Buffalo, Czolgosz tire deux balles de revolver dans la poitrine du président William McKinley. McKinley meurt huit jours plus tard. 
Czolgosz est condamné à mort. Son exécution, le 29 octobre 1901, à la prison d'Auburn, sur la chaise électrique est reconstituée et filmée par Thomas Edison qui vient de mettre au point le format de cinéma en 35 mm, le 9 novembre 1901.